# Penstemon janishiae
Penstemon janishiae är en grobladsväxtart som beskrevs av Noel Herman Holmgren. Penstemon janishiae ingår i släktet penstemoner, och familjen grobladsväxter. Inga underarter finns listade i Catalogue of Life.

## Bildgalleri

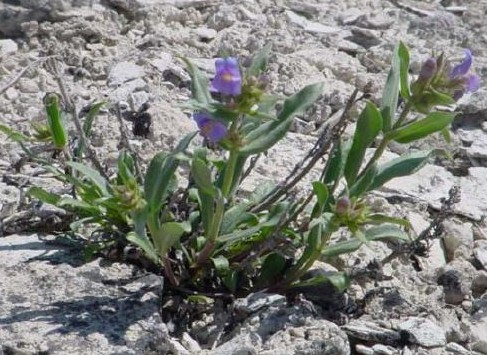